# 小行星5608
小行星5608（英語：5608 Olmos）是一颗围绕太阳公转的小行星。1993年3月12日，上田清二、金田宏在钏路市发现了此天体。
这颗小行星的绝对星等为255.51478等。